# Paralacydes malayensis
Paralacydes malayensis là một loài bướm đêm thuộc phân họ Arctiinae, họ Erebidae.